# Hapalemur aureus
L'apalemure dorato  (Hapalemur aureus Meier, Albignac, Peyriéras, Rumpler & Wright, 1987) è un primate della famiglia dei Lemuridae, endemico del Madagascar.

## Descrizione
È un lemure di media taglia lungo 37-39.5 cm con una coda di 37–41 cm.
Pesa tra 1 e 1.5 kg.

## Distribuzione e habitat
L'Hapalemur aureus è diffuso in alcune aree ristrette della foresta pluviale e delle regioni sud-orientali del Madagascar.

## Biologia
Ha abitudini crepuscolari, solitamente forma piccoli gruppi di non oltre 4 individui coprendo un'area di circa 26 ettari.

### Alimentazione
Ha una dieta estremamente specializzata: si nutre infatti quasi esclusivamente di germogli, foglie e midollo di bambù gigante (Cathariostachys madagascariensis), o volohosy in malgascio. Questa specie di bambù è nota per il suo contenuto di cianuro, il che vuol dire che questo apalemure ingerisce ogni giorno una dose di veleno 12 volte superiore a quella necessaria per uccidere un uomo, senza ricavarne alcun danno: il meccanismo di disintossicazione della specie, tuttavia, è ancora sconosciuto.

### Riproduzione
Dopo un periodo di gestazione di circa 138 giorni, la femmina dà alla luce un solo piccolo per anno.

## Conservazione
Secondo le stime della IUCN, la popolazione è in declino e attualmente ne sopravvivono circa un migliaio di esemplari, il che la fa considerare una specie a rischio critico di estinzione.
La Zoological Society of London, in base a criteri di unicità evolutiva e di esiguità della popolazione, considera l'Hapalemur aureus una delle 100 specie di mammiferi a maggiore rischio di estinzione.
Parte del suo areale ricade nel territorio del Parco Nazionale di Ranomafana e del Parco Nazionale di Andringitra.